# Errenzhuan

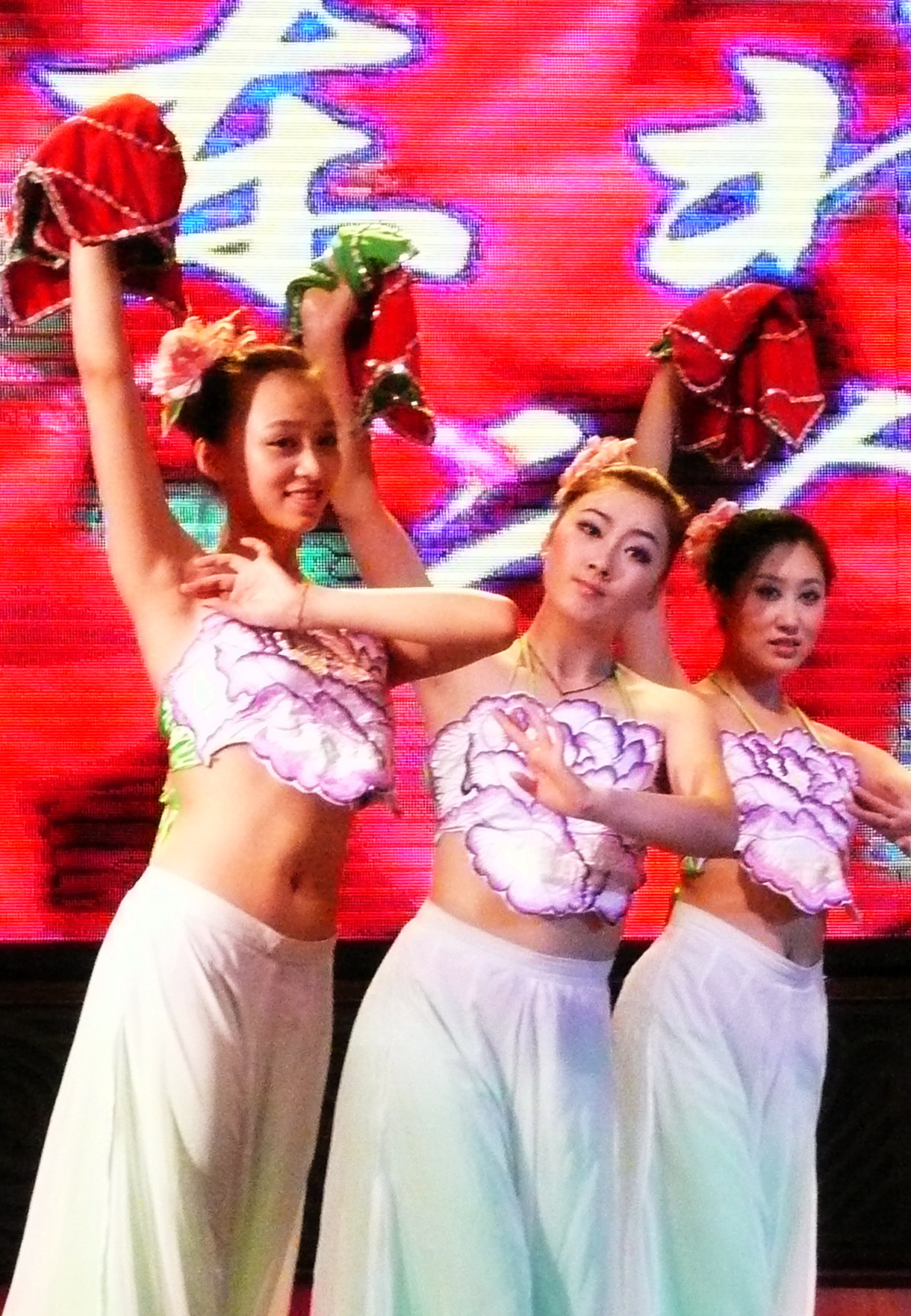
Interprètes d'èrrénzhuàn manipulant un foulard rouge.

Èrrénzhuàn ou rotation à deux personnes (chinois simplifié : 二人转 ; chinois traditionnel : 二人轉 ; pinyin : Èrrénzhuàn) est un genre de danse et de chant folklorique local du nord-est de la Chine, impliquant généralement deux interprètes, un homme et une femme. La danse utilise des éventails pliés ou des mouchoirs rouges de forme carrée qui tournent au fur et à mesure que les chansons sont interprétées. La danse est populaire en raison de ses dialogues comiques et de ses sketches, qui ont remplacé les anciennes danses et chansons.
L'èrrénzhuàn était auparavant appelé un « double jeu ». Il peut s'agir d'opéras en demi-classe, de petits yangko, de fengliu, de Chanson du Printemps, de chansons à double face, de rebondissements ou d'opéras locaux du nord-est écrits par les habitants du nord-est de la Chine. Cette forme de performance a émergé au début du XXIe siècle comme un art populaire du nord-est de la Chine. Èrrénzhuàn signifie « deux personnes » (二人 èrrén) « racontant des histoires en jouant différents rôles » (轉 zhuàn).
L'èrrénzhuàn est l'une des formes de marche-chant chinois et était célèbre dans de nombreuses provinces chinoises telles que le Liaoning, le Heilongjiang, le Jilin, la Mongolie-Intérieure et le nord-est du Hebei. L'èrrénzhuàn est également appelé par les habitants locaux l'« Èrrénzhuàn distinctif du nord-est » (en anglais « Northeast Featured Errenzhuan »). Il a été créé il y a plus de 300 ans. Des années de développement ont mené à une diversification des styles, séparés en quatre factions : l'École de l'Est, l'École de l'Ouest, l'École du Sud et l'École du Nord. Chaque faction a ses propres caractéristiques. À la fin de la dynastie Qing et au début de la dynastie Ming, les quatre principales factions ont émergé séparément de la campagne et se sont propagées au reste de la Chine.
Les routines populaires incluent « Chasse », « Vendre du fil », « Récompense pour les actions de Detective Dee », « Ancienne Cité », « Rendez-vous au pont bleu », « Romance à la chambre occidentale », « Au pont Ba », « Montagne Shuangsuo », « Col Huarong », « Palais », « Baohao », « Panda », « Temple Chanyu » et « Voyage de printemps de mademoiselle Yang la Huitième ».
La performance du duo est différente de la plupart des drames chinois (tels que ceux de l'Opéra de Pékin). L'èrrénzhuàn est étroitement lié aux gens ordinaires (un style « populaire »), et le contenu du spectacle est étroitement lié à la vie des habitants de la région nord-est du pays. L'èrrénzhuàn a commencé comme des performances des agriculteurs pendant la morte-saison. Au fur et à mesure de son adoption par le public, il s'est développé en une forme professionnelle de divertissement[réf. nécessaire].

## Historique du développement

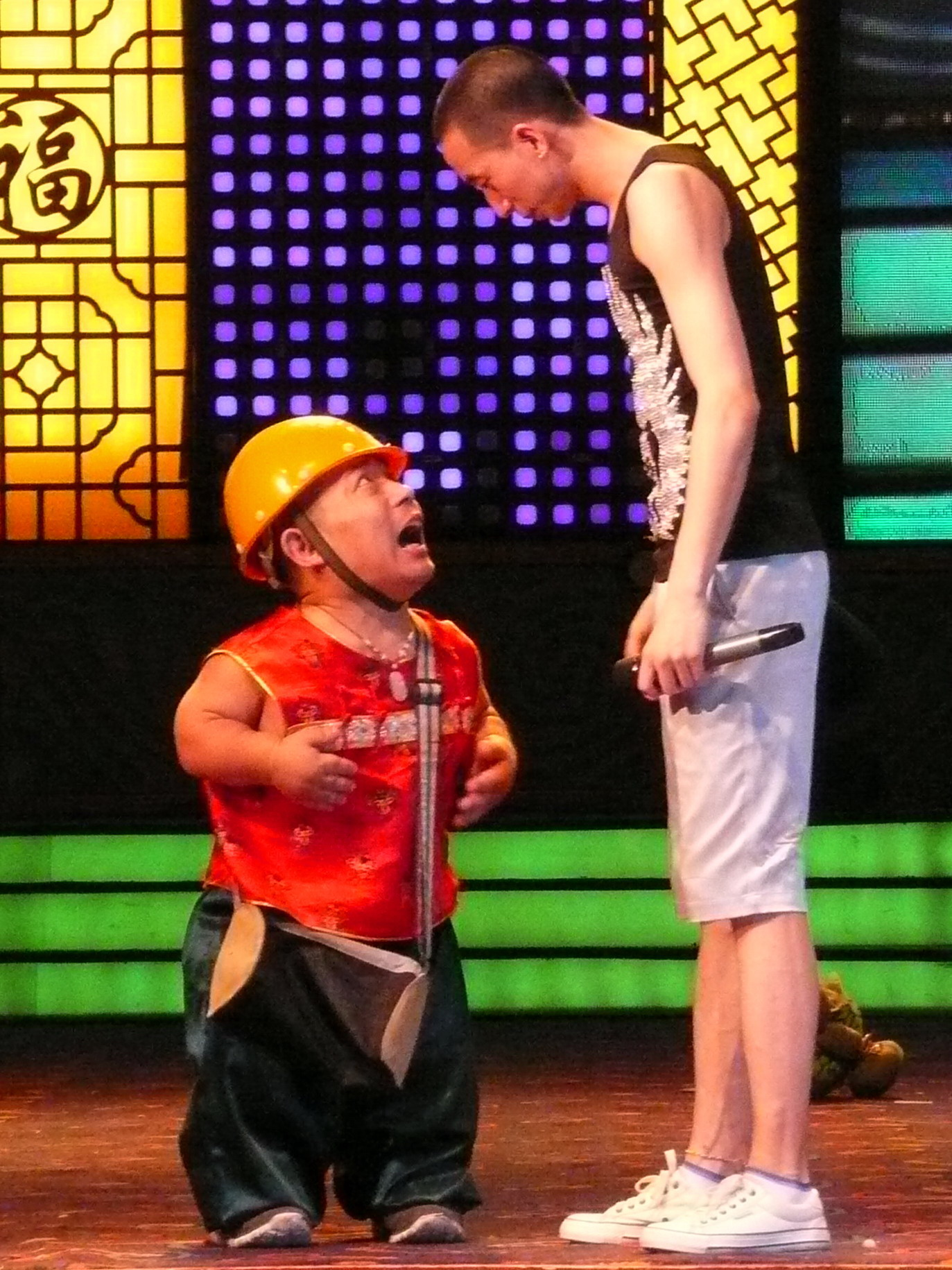
Deux interprètes d'èrrénzhuàn.

L'èrrénzhuàn est originaire des trois provinces du nord-est de la Chine : Liaoning, Jilin et Heilongjiang. C'est une forme de quyi (en) (« art mélodieux ») racontée par des interprètes à travers le chant et la danse. Le texte est écrit dans un style facile à comprendre par les gens ordinaires, plein d'humour, étoffé, traitant des aléas de la vie locale et comprend de la musique vocale basée sur les chansons folkloriques du nord-est. L'èrrénzhuàn provenant du nord-est est influencé par les caractéristiques rurales des habitants de la région, y compris souvent un contenu inapproprié et acerbe. Le contenu principal des représentations est généralement très orthodoxe, tel que « commentaire sur le tambour du nord-est », « commentaire sur le contenu de l'opéra », ou « fleur de lotus ». Avant la création de la troupe d'art populaire de Jilin (anciennement la deuxième troupe de l'opéra provincial de Jilin) en 1980, les deux interprètes utilisaient ce genre de représentation.
Après sa création, la troupe réorganise et réglemente le contenu de l'èrrénzhuàn et de nombreux domaines deviennent populaires dans un type appelé errendou. Certaines des œuvres les plus connues incluent « Cheval avant eau », « Canard roti », « Huit arches de cochons », « Ciel ivre », « Singe Wukong trois tons éventail en feuille de bananier », « Bénédiction de l'amour vers le bas », « Peinture de vue vers l'ouest », « Deux mères », « Visiter les malades », « Bao Gong brise l'impératrice douairière » et « Pont bleu ».
Le premier enregistrement du nom Erren Zhuan provient du Taidong Daily (publié à Kant, en Mandchourie) le 27 avril 1934. Selon l'article, les gens sont souvent invités à interpréter un duo dans un salon de thé de la ville. Ces acteurs étaient appelés « lotus » et ils ont joué dans divers rôles dans différents opéras.
Lors du premier congrès national de musique folklorique et de danse (tenu à Pékin en avril 1953), l'èrrénzhuàn a été officiellement reconnu dans les cercles littéraires et artistiques chinois comme « l'enseigne de la délégation du Nord-Est ».

## Èrrénzhuànmoderne
Pour augmenter la popularité et attirer le public, certaines troupes ont commencé à utiliser un humour et un langage plus terre-à-terre. Zhao Benshan, un comédien et interprète bien connu en Chine, a lancé un mouvement appelé « Èrrénzhuàn Vert » qui évite le langage controversé et les insinuations sexuelles. Certains critiques ont suggéré que cela était dû à la pression du gouvernement chinois.
En 2004, une représentation de He and She à Pékin avait une histoire traditionnelle èrrénzhuàn (« Auberge de la veuve Ma ») comme premier acte et une pièce française en un acte (Cœur à deux, du dramaturge français Guy Foissy) comme deuxième acte.